# J̱
La J con macrón suscrito (Mayúscula: J̱ minúscula: j̱), es una letra adicional formada a partir de una J diacritizada por un macrón suscrito. Se utiliza en la romanización de GENUNG de asamés y bengalí, y en la transliteración Cœdès de tailandés antiguo.

## Uso
La romanización del GENUNG del asamés y bengalí utiliza j̱ para transliterar য.
Uraisi Varasarin usa la j̱ para transliterar tailandés antiguo en un trabajo publicado en 1984 siguiendo la transliteración Cœdès
Ingo Strauch usa la j̱ en la transliteración del alfabeto Karosti Arapacana para representar 𐨗𐨹.

## Codificación
La J con macrón suscrito se puede representar en unicode con los siguientes caracteres:
| forma     | representaciones | puntos de código | descripción                                  |
| --------- | ---------------- | ---------------- | -------------------------------------------- |
| Mayúscula | J̱                | U+004A U+0331    | Letra mayúscula latina J con macrón suscrito |
| minúscula | j̱                | U+006A U+0331    | Letra minúscula latina J con macrón suscrito |